# Leernebrug
De Leernebrug is een bowstringbrug over de Leie in Sint-Martens-Leerne, een deelgemeente van Deinze. De brug ligt in de N437 die Hansbeke met Waregem verbindt. De brug werd ter plaatse gebouwd in 1954 en bestaat uit 1 grote overspanning van 40 m lengte. De brug is in beheer bij het Agentschap Wegen en Verkeer. De brug is ook gekend als Burgemeester Van Crombrugghebrug.